# الکسی موروزوف
الکسی موروزوف (روسی: Алексей Алексе́евич Морозов؛ زادهٔ ۱۶ فوریهٔ ۱۹۷۷) بازیکن هاکی روی یخ اهل روسیه است.